# Pomnik ofiar OUN-UPA
Pomnik ofiar OUN-UPA (ros. Памятник жителям Луганщины, павшим от рук карателей-националистов из ОУН-УПА, ukr. Пам'ятник жертвам ОУН-УПА) – pomnik znajdujący się w Ługańsku na Ukrainie, upamiętniający osoby zamordowane przez OUN-UPA. Powstał w roku 2010 z inicjatywy lokalnego posła Arsena Klinczewa przy współpracy z Partią Regionów.

## Rzeźba
Pomnik przedstawia rodzinę: związaną kobietę-matkę z zamkniętymi oczami, przerażone dziecko i mężczyznę chroniącego swoją rodzinę. W górnej części rzeźby znajduje się napis: Prawda nie powinna zostać zapomniana. W dolnej: Ku pamięci ofiar nacjonalizmu i faszyzmu. Ludziom Ługańska, którzy zginęli z rąk nacjonalistów z OUN-UPA. Na samym dole znajduje się niekompletna lista mieszkańców miasta, którzy padli ofiarą ukraińskich nacjonalistów.

## Historia
Pomysłodawcą budowy pomnika był lokalny deputowany miasta, Arsen Klinczew, którego zdaniem pomnik jest potrzebny, aby każdy mógł uświadomić sobie zbrodnie popełnione przez OUN i UPA, organizacje, które według niego działały w bardziej bestialski sposób niż faszyści. Klinczew w następujący sposób opisywał przewidywane funkcje pomnika:

Studenci szkolni będą odwiedzać monument (...) i będziemy im opowiadać o bojownikach z Młodej Gwardii, o ofiarach OUN-UPA i o autentycznych weteranach wielkiej wojny ojczyźnianej (...). Młodzież musi znać prawdziwy stan rzeczy, nawet po kilku generacjach.

W 2008 roku podczas odsłaniania podobnego monumentu w Swatowe, także w obwodzie ługańskim, wiceburmistrz Ługańska Eugeniusz Karin powiedział:

Wojna się nie skończyła, wojna nadal trwa. Jest brutalna i nieczysta. Została rozpętana ku duszom naszych dzieci i wnucząt, tych których rodzice i dziadkowie leżą w grobach.